# Fiódorovka (Bíkovo)
Fiódorovka — Фёдоровка (rus) —  és un possiólok (un poble) a l'óblast de Volgograd, a Rússia, segons el cens del 2002 tenia 120 habitants.